# Ricardo Soto
Ricardo Soto Pedraza (Concepción, 20 de octubre de 1999) es un arquero chileno. Participó en el torneo de arco individual en los Juegos Olímpicos de Río de Janeiro 2016.

## Biografía
Nació en Concepción, en la región de Biobío, hijo de Francisca Pedraza, arquera, entrenadora y jueza de esta disciplina, y David Soto Pineda, abogado y juez. Durante sus primeros años en San Pedro de la Paz se desempeñó como segundo violín en la orquesta infantil local. En el año 2009 se trasladó junto a su familia a vivir a Arica, donde su padre asumió como juez de Familia. En esa ciudad comenzó a practicar tiro con arco junto a su hermano David, quien se convirtió en su maestro y primer entrenador.
Actualmente asiste a la educación media en el Colegio Adolfo Beyzaga de Arica, y pertenece al club de tiro con arco Ajayu Thaya, que en idioma aimara significa «el alma del viento».

## Carrera deportiva
Su entrenador es el alemán Martin Frederick, head coach de la Federación Chilena de Tiro con Arco.
En enero de 2016 comenzó a participar en competiciones internacionales, como los rankings mundiales de Guatemala, donde sumó cuatro medallas de oro, y Estados Unidos, donde obtuvo un bronce en por equipos junto a Guillermo Aguilar y Eduardo Aguilar, y el XXIII Campeonato Panamericano de Tiro con Arco, realizado en mayo en San José, Costa Rica, donde logró medalla de oro individual y bronce en el equipo masculino, ambas en la categoría cadete del arco recurvo.
En junio de ese año participó en el Torneo Selectivo de Peñalolén, certamen que ganó al sumar 53 puntos, superando a Andrés Aguilar (50 puntos). Con ello, obtuvo el cupo chileno para asistir a los Juegos Olímpicos de Río de Janeiro 2016, haciendo historia al ser el chileno más joven —con 16 años— en clasificar a una cita olímpica —el anterior era el atleta Diego Valdés, que asistió a Sídney 2000 con 17 años—, el primer tirador con arco hombre en conseguirlo y el segundo tirador chileno tras Denisse van Lamoen.
En los Juegos Olímpicos de 2016 obtuvo el 13° lugar en la ronda clasificatoria, con 675 puntos. Su primer enfrentamiento fue ante el bielorruso Anton Prylepau en la ronda de 64, a quien derrotó por un estrecho 6-5. El mismo día enfrentó al brasileño Bernardo Oliveira, a quien venció por 7-1. En la ronda de 16 fue eliminado por el neerlandés Sjef van den Berg —quinto del mundo— por una milimétrica definición tras empatar 5-5.

## Competencias internacionales
| Año  | Campeonato                         | Lugar                          | Resultado | Categoría                    | Ref.   |
| ---- | ---------------------------------- | ------------------------------ | --------- | ---------------------------- | ------ |
| 2015 | Campeonato Mundial Juvenil         | Yankton, Estados Unidos        | 17º       | Recurvo Cadete               | [ 10 ] |
| 2016 | Copa Mundial                       | Medellín, Colombia             | 25º       | Recurvo                      | [ 11 ] |
| 2016 | Copa Mundial                       | Medellín, Colombia             | 11º       | Equipo Recurvo               | [ 12 ] |
| 2016 | Campeonato Panamericano            | San José, Costa Rica           | 1º        | Recurvo Cadete               | [ 13 ] |
| 2016 | Campeonato Panamericano            | San José, Costa Rica           | 3º        | Equipo Recurvo Cadete Mixto  | [ 13 ] |
| 2016 | Copa Mundial                       | Antalya, Turquía               | 115.º     | Recurvo                      | [ 14 ] |
| 2016 | Juegos Olímpicos de Río de Janeiro | Río de Janeiro, Brasil         | 9º        | Recurvo                      | [ 15 ] |
| 2017 | Copa Mundial                       | Salt Lake City, Estados Unidos | 14º       | Recurvo                      | [ 16 ] |
| 2017 | Copa Mundial                       | Salt Lake City, Estados Unidos | 10º       | Equipo Recurvo               | [ 17 ] |
| 2017 | Copa Mundial                       | Berlín, Alemania               | 13º       | Recurvo                      | [ 18 ] |
| 2017 | Campeonato Mundial Juvenil         | Rosario, Argentina             | 3º        | Recurvo Juvenil              | [ 19 ] |
| 2017 | Campeonato Mundial Juvenil         | Rosario, Argentina             | 12º       | Equipo Recurvo Juvenil       | [ 20 ] |
| 2017 | Campeonato Mundial Juvenil         | Rosario, Argentina             | 8º        | Equipo Recurvo Juvenil Mixto | [ 21 ] |
| 2017 | Campeonato Mundial                 | Ciudad de México, México       | 35º       | Recurvo                      | [ 22 ] |
| 2017 | Juegos Bolivarianos                | Santa Marta, Colombia          | 1º        | Recurvo                      | [ 23 ] |
| 2017 | Juegos Bolivarianos                | Santa Marta, Colombia          | 1º        | Recurvo 70m                  | [ 23 ] |
| 2017 | Juegos Bolivarianos                | Santa Marta, Colombia          | 2º        | Equipo Recurvo               | [ 23 ] |
| 2017 | Juegos Bolivarianos                | Santa Marta, Colombia          | 3º        | Equipo Recurvo Mixto         | [ 23 ] |